# Saint-Laurent-des-Combes, Charente

Saint-Laurent-des-Combes este o comună în departamentul Charente, Franța. În 1 ianuarie 2022 avea o populație de 94 de locuitori.